# HMS H5
Pour les articles homonymes, voir H5.
Le HMS H5 est un sous-marin britannique de classe H construit pour la Royal Navy par Canadian Vickers Co. à Montréal. Il est mis en service en juin 1915. En juillet 1916 il coule le U-boot U-51, mais il est lui-même coulé le 2 mars 1918, après avoir été écrasé par le navire marchand britannique Rutherglen qui l’a pris pour un U-boot allemand. Tous à bord périrent. 
Ils sont commémorés sur le panneau 29 au Royal Navy Submarine Museum. Le lieutenant Earle Wayne Freed Childs du sous-marin américain L-2 était également à bord en tant qu’observateur. Il est devenu le premier sous-marinier américain à perdre la vie pendant la Première Guerre mondiale. Le site de l’épave du H5 est désigné comme site contrôlé en vertu de la Loi sur la protection des restes militaires. Une plaque commémorant les 26 personnes décédées à bord du H5 a été dédiée lors du Jour des forces armées 2010 à Holyhead.

## Conception
Le H5 était un sous-marin de type Holland 602, mais il a été conçu pour répondre aux spécifications de la Royal Navy. Comme tous les sous-marins britanniques de classe H précédant le HMS H11, le Hx avait un déplacement de 363 tonnes en surface, et de 434 t en immersion. Il avait une longueur de 45,80 m un maître-bau de 4,67 m, et un tirant d'eau de 3,81 m.
Il était propulsé par un moteur Diesel d’une puissance de 480 ch (360 kW) et par deux moteurs électriques fournissant chacun une puissance de 320 ch (240 kW). Le sous-marin avait une vitesse maximale en surface de 13 nœuds (24 km/h). En utilisant ses moteurs électriques, le sous-marin pouvait naviguer en immersion à 11 nœuds (20 km/h). Il transportait normalement 18,1 tonnes de carburant, mais il avait une capacité maximale de 20 tonnes. Les sous-marins britanniques de classe H avaient un rayon d'action de 1 600 milles marins (2 963 km).
Les sous-marins britanniques de classe H étaient armés de quatre tubes lance-torpilles de 18 pouces (457 mm) montés à l’avant. Les sous-marins emportaient huit torpilles. Leur effectif était de vingt-deux membres d’équipage.

## Engagements
Le 14 juillet 1916, le H5 aperçut le U-51 quittant l’Ems et le torpille. L’U-51 a coulé avec 34 de ses membres d’équipage. Seuls quatre hommes ont survécu.